# Arroyo Tacuarembó Chico
El Arroyo Tacuarembó es un curso de agua uruguayo que atraviesa el departamento de Tacuarembó perteneciente a la cuenca hidrográfica del Río de la Plata.
Nace en la cuchilla de Haedo y desemboca en el Río Tacuarembó tras recorrer alrededor de 53 km. Atraviesa a la ciudad de Tacuarembó, la capital del departamento.